# Need To
«Need To» (с англ. — «Нужно») — второй сингл американской ню-метал-группы Korn. Песня появилась на одноимённом первом альбоме группы. Песня представляет собой фирменное звучание Korn с семиструнными гитарами, настроенными ниже обычного, и очень эмоциональным стилем пения. Эта песня родилась из другой песни Korn «Alive», которая появилась на демо Neidermeyer's Mind (и была позднее перезаписана для шестого студийного альбома группы Take a Look in the Mirror).
Группа Staind исполняют кавер-версию этой песни во время своих концертов.

## Джонатан Дэвискомментирует значение песни
Need To о том, как ты находишься во взаимоотношениях с кем-то, кого ты очень сильно любишь, но слишком боишься стать ближе, потому что появляется параноидальная мысль, что тебя после этого перестанут любить.
Я привык быть использованным людьми, которых я люблю, и будущие отношения будут такими же. Каждый раз когда я думаю, что подошел слишком близко, я отталкиваю её прочь.
You pull me closer, I push you away

You tell me it's okay, I can't help but feel the pain

## Список композиций
1. «Need To» (радиоверсия) — 4:02